# JALカーゴ
JALカーゴ（JAL CARGO・JAL Cargo）は、日本航空（JAL）グループにおいて、貨物運送を行うサービスのブランドの名称であり、会社名は「株式会社JALカーゴサービス」である。単に「JALカーゴ」と言う場合、2010年まで運航されていたJALの貨物便専用機材を意味することもあるが、現在でもJALで旅客便に搭載されて運送される貨物のことを「JALカーゴ」という。なお2024年にJALは貨物専用機事業を復活させているため、それ以降はJALが運航する貨物機のことも指すようになっている。

## 歴史・概要

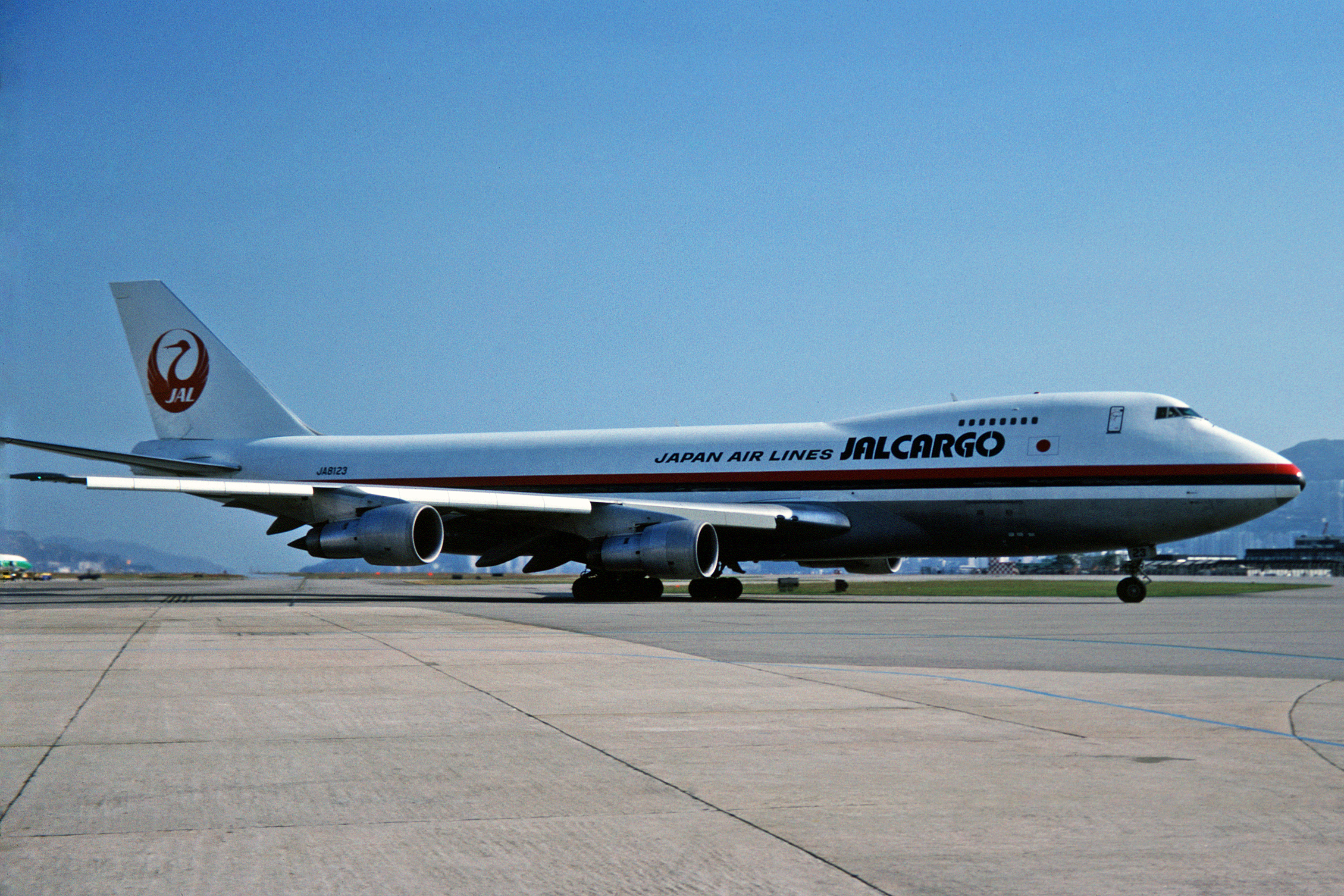
JALカーゴ初号機

JALカーゴが会社として設立されたのは1982年10月であり、JA8123（ボーイング747-200F）を初号機として、貨物型専用機の運航を開始。同型機の他には、ダグラス DC-8やボーイング747-400、ボーイング767などの貨物型に関しても導入実績を持つ。
1996年からは「JAL SUPER LOGISTICS（物流）」というブランド名を使用していたこともあるが、2001年に「JALカーゴ」に戻された。2002年、JALカーゴは、貨物便を主な対象とするWOWのメンバーに参加し、さらに貨物輸送に力を注ぐようになった。
なお、同社の貨物専用機の主なハブ空港は成田国際空港であったが、一部の機体は関西国際空港からの貨物便も運航したほか、わずかな期間ではあるが東京国際空港の貨物ターミナルも利用したことがある。

### 貨物専用機の運航と一旦の運航終了
長年に渡って貨物専用機を継続保有し、ピーク時には世界26都市、週70便以上を運航し、上野動物園で公開されたパンダのランランなども輸送したが、2007年からの世界同時不況を発端とする経営破綻（持株会社の廃止）などが引き金となって、2009年には、大手海運会社の日本郵船傘下の日本貨物航空（NCA）との統合を試みたものの、成功せず、翌年（2010年）3月25日には、貨物専用機による貨物便の運航を終了する方針を明らかにした。そして、同年11月1日のフライトを最後に、貨物専用機による運航に終止符が打たれた。
なおJALは、日本で初めて貨物専用機を運航した航空会社であったため、2010年をもって、その長い運航の歴史に幕を閉じることになった。
なお、この時点をもってJALカーゴは完全に消滅した訳ではなく、現在でもJALはカリッタ航空などの他社貨物航空会社との共同運航（コードシェア）や旅客便に貨物を搭載し、貨物の運送自体は継続しているため、それにおいてはJALカーゴの名称が引き続き使われている。

### 13年ぶりとなる貨物専用機の再運航
2023年5月2日、JALは13年ぶりに貨物専用機を導入することを発表した。JALはこれまで旅客便への貨物搭載や他社貨物航空会社の保有する貨物専用機をチャーターすることで貨物郵便事業の収益確保を行ってきたが、事業の更なる成長を企図して貨物専用機の再導入を決定した。機材はJALが保有するボーイング767-300ERを3機貨物専用機として改修し、2023年度末の運航開始を目指す。
導入に際しては、物流企業とのパートナーシップ締結による輸送需要確保や2024年問題によって高まる国内貨物需要を狙うことにより、需要や市況変動による事業リスク抑制を図る他、国際貨物便に加えて国内貨物便としても運航することで機材稼働率を向上させるとしている。日本経済新聞はJALが貨物郵便事業の売上高を23年度の1720億円から25年度までに2000億円以上に高める方針であると報じており、同紙の取材に対し、JALの斎藤祐二専務執行役員は「物流パートナーと提携して安定的な需要を取る。国内線との国際線のハイブリッドで新しい事業にチャレンジする」と話している。
2023年12月1日、貨物専用機を2024年2月19日より運航させることを発表。成田、中部を拠点とし、台北（桃園）、ソウル（仁川）、上海（浦東）の3都市へ就航する。

## 実績

### 国内線（2005年時点）
- 貨物338,443有償トンキロ
- 郵便85,519有償トンキロ

### 国際線（2005年時点）
- 貨物4,541,293有償トンキロ
- 郵便161,690トンキロ

2009年3月からは、日本貨物航空と太平洋路線においてコードシェアを行った。また、関西国際空港において、日本貨物航空の貨物積み下ろし作業の委託も行なっている。
2019年8月からは、カリッタ航空とのコードシェアにて、東京/成田-シカゴ間を週3往復運航している（機材はカリッタ航空）。

## 機材

### 現在の運航機材
| 機種名               | 概要 | 画像 |
| -------------------- | --- | ---- |
| ボーイング767-300BCF | 2024年2月19日より運航開始。2025年1月現在の運航機数は3機。旅客機だった767-300ERを改造したもので、旧JALカーゴ機とは違い機体全てが白塗りとなっている。客室窓の少し上辺りに「JAL CARGO」と記されている。また垂直尾翼には新「鶴丸」マークが描かれており、貨物機では初めて新生の「鶴丸」マークが使われた。 |      |

### 旧JALカーゴの運航機材
| 機種名               | 概要 | 画像 |
| -------------------- | --- | ---- |
| ボーイング747-400F   | 銀色が輝く機体だが、それはアルミニウム合金で機体が構成されているためであり（ポリッシュドスキン）、銀色の塗装が実施されている訳ではない。ポリッシュドスキンにより塗装を省くことで、機体の軽量化を図っている。また、旅客型を含め日本航空が所有する747としては唯一、鶴丸塗装がどの機体にも実施されていない。運航機数は2機で、導入からわずか6年で売却となった。 |      |
| ボーイング747-400BCF | 通常の-400F（上記）とは異なり、元は旅客型の-400だった機体を貨物型へと改修したものである。その名残として、-400Fのアッパーデッキ（2階席）が短いのに対し、-400BCFは旅客型と同じようにストレッチドアッパーデッキ（SUD）となっているほか、-400BCFはポリッシュドスキンではなく、旅客型と同じように白い機体になっている。また、-400Fには装備されている、ノーズカーゴドアがない。積載量に関しては、その構造や航続距離などの面から、-400Fよりも若干劣っている。運航機数は5機。 |      |
| ボーイング747-200F   | ポリッシュドスキンの機体とそうでない機体に分かれていた。 また、機体後部に「SUPER LOGISTICS」と書かれていた機体も少なくなかった。なお、日本アジア航空との共通事業機は、胴体の社名が「JALCARGO」の「L」がない「JA CARGO」になっており、また尾翼に鶴丸などではなくレジナンバーが表記されていた。サイドカーゴドアがない機体が1機（JA8132）あった。-200Fには自社の旅客型を改造した機体はないが、JA8193号機は1991年にシンガポール航空から購入した旅客型（旧機体記号9V-SQO、1980年製造）を受領直後に改造したもので、客室窓がわずかながら残っていたことで容易に識別できた。また、自社導入機の他にも、1982年にパンアメリカン航空から2機購入している。 |      |
| ボーイング747-100F   | 1977年に旅客型1機（JA8107）を改造したもので、客室窓がそのまま残されていた。日本アジア航空との共通事業機。 |      |
| ボーイング767-300ERF | 747-400Fと同様にポリッシュドスキン仕様となっている。2007年から運航を開始したが、わずか3年ほどで全機が退役。アジア路線などの近距離貨物便を中心に運航していた（後述）。日本航空所有の767としては唯一、どの機体にも鶴丸塗装が未使用である。運航機数は3機。 |      |
| ダグラスDC-8-62AF    | 初代鶴丸塗装を使用していた頃に活躍し、747Fと共に長距離貨物便の運航を担っていた。 |      |
| ダグラスDC-8F-55     | DC-8-62AFとともに活躍していた。 |      |

## 就航都市

### 現在の就航都市
2025年4月現在。太字は拠点空港。
- 成田国際空港
- 中部国際空港
- 台湾桃園国際空港
- 仁川国際空港
- 上海浦東国際空港
- 天津浜海国際空港
- 大連周水子国際空港
- 香港国際空港
- ノイバイ国際空港

### 旧JALカーゴ
JALカーゴの国際線が、2008年夏時点で貨物専用機により就航していた地点は以下の通り (空港名省略)。
欧米路線など長距離貨物便は、主に747F (1980年代はDC-8Fも運航) が担っていたが、アジア路線などの短距離貨物便は大半が767Fによる運航であった。その理由は、747Fで短距離貨物便を運航する場合、採算が合わないためである。
また、コードシェア便なども含めると、JALカーゴ以外の航空会社が運航する貨物機材も使用された。
- アンカレッジ
- シカゴ
- ニューヨーク
- アムステルダム
- ロンドン
- フランクフルト
- パリ[注釈 2]
- アマルティ[注釈 3]
- ヨーテボリ[注釈 3]
- アスタナ[注釈 3]
- 上海
- 広州
- 青島
- 大連
- 天津
- 香港
- ソウル
- 台北
- クアラルンプール
- ジャカルタ
- マニラ
- シンガポール
- バンコク
- ホーチミン

## その他
- 退役した747-400BCFの1機、JA8086は、機体を売却したエバーグリーン航空の貨物型として活躍したのち、空中消火機のグローバル・スーパータンカーとなり、米国を中心に山火事等の消化任務についていた。その後、貨物機に再改造されナショナル・エアラインズがN936CAとして運用している。

## 事件・事故
- 日本航空アンカレッジ墜落事故
- 日航ジャンボ機UFO遭遇事件